# Sommen
Sommen er en sø i det svenske län Östergötland, med et areal på 132 km². Søen er op til 60 meter på det dybeste, og ligger på grænsen mellem Östergötland og Småland, omkring 40 km øst for Vättern. Den har en cirka 449 km lang kystlinje og den største by ved søen er Tranås der ligger mod vest.
Sommen har klart vand og en sigt på 9-11 meter, hvilket gør den til en af de klareste søer i Sverige. Der er omkring 350 øer i i søen.
Dampskibet D/S Boxholm II trafikerer Sommen.

## Eksterne kilder og henvisninger
- Informasjon Arkiveret 3. april 2015 hos  Wayback Machine